# Fernando Orihuela Rojas
Fernando Pool Orihuela Rojas (Pilcomayo, Junín; 14 de febrero de 1982) es un médico y político peruano. Fue presidente del Gobierno Regional de Junín desde el 20 de agosto del año 2019 hasta el 31 de diciembre del 2022, tras la suspensión del gobernador electo Vladimir Cerrón por casos de corrupción.

## Biografía
Nació en el distrito de Pilcomayo, provincia de Huancayo, departamento de Junín. Cursó estudios de medicina humana en la Universidad Peruana Los Andes titulándose el año 2009. Durante los años 2016 al 2017, fue director Regional de Salud en Cerro de Pasco y desde 2017 hasta 2018 fue director Ejecutivo del Hospital Eleazar Guzmán Barrón de la ciudad de Nuevo Chimbote en Ancash.

## Vida política
Fernando Orihuela se inició en la política como militante de Perú Libre, partido político de Vladimir Cerrón, expresidente del Gobierno Regional de Junín. Fue candidato a congresista por el departamento de Junín por dicho partido en las elecciones generales del 2016 sin obtener representación. 
En las elecciones del año 2018 fue candidato a la vicepresidencia del Gobierno Regional de Junín detrás de Vladimir Cerrón, logrando el triunfo con el 36.888% de los votos.

### Gobernador de Junín
El 20 de agosto de 2019, debido a la suspensión de Cerrón debido a la condena penal que recibió, Orihuela asumió el cargo de gobernador regional de Junín.